# مت کاونوگ
مت کاونوگ (انگلیسی: Matt Cavenaugh؛ زادهٔ ۳۱ مهٔ ۱۹۷۸) بازیگرو خواننده اهل ایالات متحده آمریکا است. وی از سال ۱۹۹۷ میلادی تاکنون مشغول فعالیت بوده‌است.